# Championnat du monde de vitesse moto 1965
Navigation
Édition précédente Édition suivante
Le Championnat du monde de vitesse moto 1965 est la dix-septième saison de vitesse moto organisée par la FIM.

Ce championnat comporte treize courses de Grand Prix, pour cinq catégories : 500 cm3, 350 cm3, 250 cm3, 125 cm3 et 50 cm3.

## Attribution des points
Les points du championnat sont attribués aux six premiers de chaque course :
- Premier : 8 points
- Second : 6 points
- Troisième : 4 points
- Quatrième : 3 points
- Cinquième : 2 points
- Sixième : 1 point

## Grand Prix
| N° | Course                            | Lieu        | Vainqueur 50 cm³ | Vainqueur 125 cm³ | Vainqueur 250 cm³ | Vainqueur 350 cm³ | Vainqueur 500 cm³ | Résultat |
| -- | --------------------------------- | ----------- | ---------------- | ----------------- | ----------------- | ----------------- | ----------------- | -------- |
| 1  | Grand Prix des États-Unis         | Daytona     | Ernst Degner     | Hugh Anderson     | Phil Read         |                   | Mike Hailwood     | Résultat |
| 2  | Grand Prix d'Allemagne de l'Ouest | Nürburgring | Ralph Bryans     | Hugh Anderson     | Phil Read         | Giacomo Agostini  | Mike Hailwood     | Résultat |
| 3  | Grand Prix d'Espagne              | Montjuïc    | Hugh Anderson    | Hugh Anderson     | Phil Read         |                   |                   | Résultat |
| 4  | Grand Prix de France              | Rouen       | Ralph Bryans     | Hugh Anderson     | Phil Read         |                   |                   | Résultat |
| 5  | Tourist Trophy                    | Île de Man  | Luigi Taveri     | Phil Read         | Jim Redman        | Jim Redman        | Mike Hailwood     | Résultat |
| 6  | Grand Prix des Pays-Bas           | Assen       | Ralph Bryans     | Michael Duff      | Phil Read         | Jim Redman        | Mike Hailwood     | Résultat |
| 7  | Grand Prix de Belgique            | Spa         | Ernst Degner     |                   | Jim Redman        |                   | Mike Hailwood     | Résultat |
| 8  | Grand Prix d'Allemagne de l'Est   | Sachsen     |                  | Frank Perris      | Jim Redman        | Jim Redman        | Mike Hailwood     | Résultat |
| 9  | Grand Prix de Tchécoslovaquie     | Brno        |                  | Frank Perris      | Phil Read         | Jim Redman        | Mike Hailwood     | Résultat |
| 10 | Grand Prix d'Ulster               | Dundrod     |                  | Ernst Degner      | Phil Read         | Frantisek Stastny | Dick Creith       | Résultat |
| 11 | Grand Prix de Finlande            | Imatra      |                  | Hugh Anderson     | Michael Duff      | Giacomo Agostini  | Giacomo Agostini  | Résultat |
| 12 | Grand Prix des Nations            | Monza       |                  | Hugh Anderson     | Tarquinio Provini | Giacomo Agostini  | Mike Hailwood     | Résultat |
| 13 | Grand Prix du Japon               | Suzuka      | Luigi Taveri     | Hugh Anderson     | Mike Hailwood     | Mike Hailwood     |                   | Résultat |

## Résultats de la saison

### Championnat 1965 catégorie 500 cm³
| Clas. | Pilote             | Pays                 | Constructeur | Points | Victoires |
| ----- | ------------------ | -------------------- | ------------ | ------ | --------- |
| 1     | Mike Hailwood      | Royaume-Uni          | MV Agusta    | 48     | 8         |
| 2     | Giacomo Agostini   | Italie               | MV Agusta    | 38     | 1         |
| 3     | Paddy Driver       | Afrique du Sud       | Matchless    | 26     | 0         |
| 4     | Fred Stevens       | Royaume-Uni          | Matchless    | 15     | 0         |
| 5     | Jack Ahearn        | Australie            | Norton       | 9      | 0         |
| 6     | Dick Creith        | Royaume-Uni          | Norton       | 8      | 1         |
| 7     | Jack Findlay       | Australie            | Matchless    | 8      | 0         |
| 8     | Buddy Parriott     | États-Unis           | Norton       | 6      | 0         |
| =     | Joe Dunphy         | Royaume-Uni          | Norton       | 6      | 0         |
| 10    | Frantisek Stastny  | Tchécoslovaquie      | Jawa         | 5      | 0         |
| 11    | Roger Beaumont     | Canada               | Norton       | 4      | 0         |
| =     | Walter Scheimann   | Allemagne de l'Ouest | Norton       | 4      | 0         |
| =     | Michael Duff       | Canada               | Matchless    | 4      | 0         |
| =     | Ian Burne          | Afrique du Sud       | Norton       | 4      | 0         |
| =     | Derek Minter       | Royaume-Uni          | Norton       | 4      | 0         |
| =     | Chris Conn         | Royaume-Uni          | Norton       | 4      | 0         |
| 17    | Kenneth King       | Canada               | Norton       | 3      | 0         |
| =     | John Cooper        | Royaume-Uni          | Norton       | 3      | 0         |
| =     | Jouko Ryhänen      | Finlande             | Matchless    | 3      | 0         |
| 20    | Ed Labelle         | États-Unis           | Norton       | 2      | 0         |
| =     | Eduard Lenz        | Autriche             | Norton       | 2      | 0         |
| =     | Selwyn Griffiths   | Royaume-Uni          | Matchless    | 2      | 0         |
| =     | Gyula Marsovsky    | Suisse               | Matchless    | 2      | 0         |
| =     | Giuseppe Mandolini | Italie               | Moto Guzzi   | 2      | 0         |
| 25    | Ivor Lloyd         | Canada               | Norton       | 1      | 0         |
| =     | Billie Nelson      | Royaume-Uni          | Norton       | 1      | 0         |
| =     | Billy McCosh       | Royaume-Uni          | Matchless    | 1      | 0         |
| =     | Dan Shorey         | Royaume-Uni          | Norton       | 1      | 0         |
| =     | Robin Fitton       | Royaume-Uni          | Norton       | 1      | 0         |
| =     | Lewis Young        | Royaume-Uni          | Matchless    | 1      | 0         |

### Championnat 1965 catégorie 350 cm³
| Clas. | Pilote              | Pays             | Constructeur | Points | Victoires |
| ----- | ------------------- | ---------------- | ------------ | ------ | --------- |
| 1     | Jim Redman          | Rhodésie         | Honda        | 38     | 4         |
| 2     | Giacomo Agostini    | Italie           | MV Agusta    | 32     | 3         |
| 3     | Mike Hailwood       | Royaume-Uni      | MV Agusta    | 20     | 1         |
| 4     | Bruce Beale         | Rhodésie         | Honda        | 15     | 0         |
| 5     | Frantisek Stastny   | Tchécoslovaquie  | Jawa         | 14     | 1         |
| 6     | Derek Woodman       | Royaume-Uni      | MZ           | 14     | 0         |
| 7     | Gustav Havel        | Tchécoslovaquie  | Jawa         | 12     | 0         |
| 8     | Renzo Pasolini      | Italie           | Aermacchi    | 9      | 0         |
| 9     | Phil Read           | Royaume-Uni      | Yamaha       | 6      | 0         |
| =     | Silvio Grassetti    | Italie           | Benelli      | 6      | 0         |
| 11    | Frantisek Bocek     | Tchécoslovaquie  | Jawa         | 6      | 0         |
| 12    | Gilberto Milani     | Italie           | Aermacchi    | 6      | 0         |
| 13    | Nicolaï Sevostianov | Union soviétique | Vostok       | 4      | 0         |
| =     | Tarquinio Provini   | Italie           | Benelli      | 4      | 0         |
| =     | Isamu Kasuya        | Japon            | Honda        | 4      | 0         |
| 16    | Chris Conn          | Royaume-Uni      | Norton       | 3      | 0         |
| =     | Agne Carlsson       | Suède            | AJS          | 3      | 0         |
| =     | Isao Yamashita      | Japon            | Honda        | 3      | 0         |
| 19    | Griff Jenkins       | Royaume-Uni      | Norton       | 3      | 0         |
| =     | John Cooper         | Royaume-Uni      | Norton       | 3      | 0         |
| 21    | Endel Kiisa         | Union soviétique | CKEB         | 2      | 0         |
| =     | Lewis Young         | Royaume-Uni      | AJS          | 2      | 0         |
| 23    | Dan Shorey          | Royaume-Uni      | Norton       | 2      | 0         |
| 24    | Paddy Driver        | Afrique du Sud   | AJS          | 1      | 0         |
| =     | Eric Hinton         | Australie        | Norton       | 1      | 0         |
| =     | Bill Smith (en)     | Royaume-Uni      | Norton       | 1      | 0         |

### Championnat 1965 catégorie 250 cm³
| Clas. | Pilote              | Pays                 | Constructeur | Points | Victoires |
| ----- | ------------------- | -------------------- | ------------ | ------ | --------- |
| 1     | Phil Read           | Royaume-Uni          | Yamaha       | 56     | 7         |
| 2     | Michael Duff        | Canada               | Yamaha       | 42     | 1         |
| 3     | Jim Redman          | Rhodésie             | Honda        | 34     | 3         |
| 4     | Heinz Rosner        | Allemagne de l'Est   | MZ           | 18     | 0         |
| 5     | Derek Woodman       | Royaume-Uni          | MZ           | 15     | 0         |
| 6     | Bruce Beale         | Rhodésie             | Honda        | 14     | 0         |
| 7     | Tarquinio Provini   | Italie               | Benelli      | 11     | 1         |
| 8     | Ramón Torras        | Espagne              | Bultaco      | 10     | 0         |
| 9     | Frank Perris        | Royaume-Uni          | Suzuki       | 9      | 0         |
| 10    | Mike Hailwood       | Royaume-Uni          | Honda        | 8      | 1         |
| 11    | Frantisek Stastny   | Tchécoslovaquie      | ČZ           | 8      | 0         |
| 12    | Isamu Kasuya        | Japon                | Honda        | 6      | 0         |
| 13    | Ralph Bryans        | Royaume-Uni          | Honda        | 6      | 0         |
| 14    | Yoshimi Katayama    | Japon                | Suzuki       | 6      | 0         |
| 15    | Giuseppe Visenzi    | Italie               | Aermacchi    | 5      | 0         |
| 16    | Silvio Grassetti    | Italie               | Morini       | 4      | 0         |
| =     | Barry Smith         | Australie            | Bultaco      | 4      | 0         |
| =     | Remo Venturi        | Italie               | Benelli      | 4      | 0         |
| =     | Bill Ivy            | Royaume-Uni          | Yamaha       | 4      | 0         |
| 20    | Ginger Molloy       | Nouvelle-Zélande     | Bultaco      | 4      | 0         |
| 21    | Jean-Claude Guénard | France               | Bultaco      | 3      | 0         |
| =     | Gosuke Yamashita    | Japon                | Honda        | 3      | 0         |
| 23    | Günter Beer         | Allemagne de l'Ouest | Honda        | 3      | 0         |
| 24    | José Busquets       | Espagne              | Montesa      | 2      | 0         |
| =     | Kevin Cass          | Australie            | Cotton       | 2      | 0         |
| =     | Rex Avery           | Royaume-Uni          | Bultaco      | 2      | 0         |
| =     | Hiroshi Hasegawa    | Japon                | Yamaha       | 2      | 0         |
| 28    | John Buckner        | États-Unis           | Yamaha       | 1      | 0         |
| =     | Gilberto Milani     | Italie               | Aermacchi    | 1      | 0         |
| =     | Alberto Pagani      | Italie               | Aermacchi    | 1      | 0         |
| =     | Alain Barbaroux     | France               | Aermacchi    | 5      | 0         |
| =     | Dave Williams       | Royaume-Uni          | Mondial      | 1      | 0         |
| =     | Bob Coulter         | Royaume-Uni          | Bultaco      | 1      | 0         |

### Championnat 1965 catégorie 125 cm³
| Clas. | Pilote               | Pays                 | Constructeur | Points | Victoires |
| ----- | -------------------- | -------------------- | ------------ | ------ | --------- |
| 1     | Hugh Anderson        | Nouvelle-Zélande     | Suzuki       | 56     | 7         |
| 2     | Frank Perris         | Royaume-Uni          | Suzuki       | 44     | 2         |
| 3     | Derek Woodman        | Royaume-Uni          | MZ           | 28     | 0         |
| 4     | Ernst Degner         | Allemagne de l'Ouest | Suzuki       | 23     | 1         |
| 5     | Luigi Taveri         | Suisse               | Honda        | 14     | 0         |
| 6     | Michael Duff         | Canada               | Yamaha       | 12     | 1         |
| 7     | Klaus Einderlein     | Allemagne de l'Est   | MZ           | 11     | 0         |
| 8     | Ralph Bryans         | Royaume-Uni          | Honda        | 11     | 0         |
| 9     | Joachim Leitert      | Allemagne de l'Est   | MZ           | 10     | 0         |
| 10    | Phil Read            | Royaume-Uni          | Yamaha       | 8      | 1         |
| 11    | Yoshimi Katayama     | Japon                | Suzuki       | 6      | 0         |
| =     | Dieter Krumpholz     | Allemagne de l'Est   | MZ           | 6      | 0         |
| 13    | Bill Ivy             | Royaume-Uni          | Yamaha       | 6      | 0         |
| 14    | Bruce Beale          | Rhodésie             | Honda        | 6      | 0         |
| 15    | Ramón Torras         | Espagne              | Bultaco      | 4      | 0         |
| =     | Heinz Rosner         | Allemagne de l'Est   | MZ           | 4      | 0         |
| 17    | Roland Rentzsch      | Allemagne de l'Est   | MZ           | 4      | 0         |
| 18    | Rick Schell          | États-Unis           | Honda        | 3      | 0         |
| =     | Bruno Spaggiari      | Italie               | Ducati       | 3      | 0         |
| 20    | Giuseppe Visenzi     | Italie               | Honda        | 3      | 0         |
| 21    | Jeff Tate            | États-Unis           | Honda        | 2      | 0         |
| =     | Hans-Georg Anscheidt | Allemagne de l'Ouest | MZ-Kreidler  | 2      | 0         |
| =     | Yasuhara Yuzawa      | Japon                | Honda        | 2      | 0         |
| 24    | Bob Gehring          | États-Unis           | Bultaco      | 1      | 0         |
| =     | Walter Scheimann     | Allemagne de l'Ouest | Honda        | 1      | 0         |
| =     | Arthur Fegbli        | Suisse               | Honda        | 1      | 0         |
| =     | Jürgen Lenk          | Allemagne de l'Est   | MZ           | 1      | 0         |
| =     | Frantisek Bocek      | Tchécoslovaquie      | ČZ           | 1      | 0         |
| =     | Tommy Robb           | Royaume-Uni          | Bultaco      | 1      | 0         |
| =     | Ginger Molloy        | Nouvelle-Zélande     | Bultaco      | 1      | 0         |
| =     | Hironori Matsushima  | Japon                | Yamaha       | 1      | 0         |

### Championnat 1965 catégorie 50 cm³
| Clas. | Pilote               | Pays                 | Constructeur | Points | Victoires |
| ----- | -------------------- | -------------------- | ------------ | ------ | --------- |
| 1     | Ralph Bryans         | Royaume-Uni          | Honda        | 36     | 3         |
| 2     | Luigi Taveri         | Suisse               | Honda        | 32     | 2         |
| 3     | Hugh Anderson        | Nouvelle-Zélande     | Suzuki       | 32     | 1         |
| 4     | Ernst Degner         | Allemagne de l'Ouest | Suzuki       | 26     | 2         |
| 5     | Mitsuo Itoh          | Japon                | Suzuki       | 16     | 0         |
| 6     | Michio Ichino        | Japon                | Suzuki       | 6      | 0         |
| 7     | Hans-Georg Anscheidt | Allemagne de l'Ouest | Kreidler     | 6      | 0         |
| 8     | José Busquets        | Espagne              | Derbi        | 4      | 0         |
| 9     | Jacques Roca         | France               | Derbi        | 4      | 0         |
| 10    | Haruo Koshino        | Japon                | Suzuki       | 3      | 0         |
| =     | Charlie Mates        | Royaume-Uni          | Honda        | 3      | 0         |
| 12    | Angel Nieto          | Espagne              | Derbi        | 2      | 0         |
| =     | Ian Plumridge        | Royaume-Uni          | Derbi        | 2      | 0         |
| 14    | Cees van Dongen      | Pays-Bas             | Kreidler     | 2      | 0         |
| 15    | Gastón Biscia        | Uruguay              | Suzuki       | 1      | 0         |
| =     | Barry Smith          | Australie            | Derbi        | 1      | 0         |
| =     | Leslie Griffiths     | Royaume-Uni          | Honda        | 1      | 0         |
| =     | Akira Itoh           | Japon                | Honda        | 1      | 0         |